# Steven Geray
Steven Geray, nato István Gyergyai (Užhorod, 10 novembre 1904 – Los Angeles, 26 dicembre 1973), è stato un attore ungherese naturalizzato statunitense.

## Filmografia parziale

### Cinema
- La luna e sei soldi (The Moon and Six Pence), regia di Albert Lewin (1942)
- Gianni e Pinotto in società (In Society), regia di Jean Yarbrough (1944)
- La maschera di Dimitrios (The Mask of Dimitrios), regia di Jean Negulesco (1944)
- Io ti salverò (Spellbound), regia di Alfred Hitchcock (1945)
- Gilda, regia di Charles Vidor (1946)
- Per tutta la vita (Blind Spot), regia di Robert Gordon (1947)
- Le donne erano sole (The Unfaithful), regia di Vincent Sherman (1947)
- Pazzia (The Dark Past), regia di Rudolph Maté (1948)
- Il diritto di uccidere (In a Lonely Place), regia di Nicholas Ray (1950)
- Eva contro Eva (All About Eve), regia di Joseph L. Mankiewicz (1950)
- Ho paura di lui (House on Telegraph Hill), regia di Robert Wise (1951)
- Il grande cielo (The Big Sky), regia di Howard Hawks (1952)
- Gli uomini preferiscono le bionde (Gentlemen Prefer Blondes), regia di Howard Hawks (1953)
- Caccia al ladro (To Catch a Thief), regia di Alfred Hitchcock (1955)
- Anonima delitti (New York Confidential), regia di Russell Rouse (1955)

### Televisione
- Damon Runyon Theater – serie TV, episodio 1x08 (1955)
- TV Reader's Digest – serie TV, episodi 1x26-2x04 (1955)
- The Star and the Story – serie TV, episodio 2x07 (1956)
- Telephone Time – serie TV, episodi 1x07-2x16 (1956-1957)
- Screen Directors Playhouse – serie TV, episodio 1x31 (1956)
- Goodyear Theatre – serie TV, episodio 3x01 (1959)
- The Dick Powell Show – serie TV, episodio 1x24 (1962)
- The Travels of Jaimie McPheeters – serie TV, episodio 1x24 (1964)
- Kronos - Sfida al passato (The Time Tunnel) – serie TV, episodio 1x09 (1966)